# آرپی‌جی-۲۹
آرپی‌جی-۲۹  نوعی  سلاح  ِ راکت‌انداز ِ بدون خان و بدون عقب‌نشینی است که هم به صورت دوش‌پرتاب و هم با سه‌پایه قابل استفاده است. آرپی‌جی-۲۹ در سال ۱۹۸۹ برای استفاده علیه تانک‌های مدرن و تانک‌های دارای زره واکنشی وارد ارتش شوروی شد. این سلاح برخلاف دیگر انواع آرپی‌جی از ته پر می‌شود و همچنین کالیبر و وزن بالایی دارد. کالیبر این سلاح ۱۰۵ میلی‌متر و وزن آن در حالت خالی ۱۲٫۱ کیلوگرم و در حالت پر ۱۸٫۸ کیلو است و طول آن در حالت آماده شلیک ۱۸۵ سانتی‌متر است اما در حالت حمل‌ونقل تا یک متر قابل کاهش است که فقط ۵ سانتی‌متر بیشتر از آرپی‌جی-۷ است. سلاح از دو بخش تشکیل می‌شود و یک دوربین تلسکوپی در قسمت جلوی لوله قرار دارد و قابلیت نصب دوربین دید در شب را هم دارد. راکت آرپی‌جی-۲۹ از نظر طراحی شبیه راکت‌های آرپی‌جی-۷وی‌ار است اما با توجه به اندازه و وزن بزرگتر برد مفید آن حدود دو برابر است. در صورت استفاده از سه‌پایه برد مفید آرپی‌جی-۲۹ به ۸۰۰ متر می‌رسد. آرپی‌جی-۲۹ برای غلبه بر زره واکنشی از دو کلاهک جنگی بهره می‌برد. کلاهک اول زره واکنشگر را از کار می‌اندازد و کلاهک دوم در زره تانک نفوذ می‌کند. کلاهک دوم قادر است از بیش از ۶۰۰ میلی‌متر زره فولاد ورقه‌ای عبور کند و قدرت نفوذ آن در دیوارهای بتونی و آجری بیش از ۱۵۰۰ میلی‌متر است.
راکت‌های آرپی‌جی-۲۹ دارای ۸ پره پایدارکننده هستند و عمده انرژی پیشران قبل از خرج گلوله از لوله به آن داده می‌شود برخلاف برخی سلاح‌های دوش‌پرتاب که یک پیشران ضعیف اولیه، گلوله را از محل پرتاب دور کرده و سپس پیشران اصلی به کار می‌افتد. هرچند کاربرد اصلی این سلاح به عنوان ضدزره است اما با استفاده از سرجنگی ترموبریک  کاربرد ضد نفر هم داشته و برای انهدام تجمع نفرات دشمن در مکان‌های مورد نظر از جمله ساختمان‌ها و فضاهای بسته به‌کار می‌رود.

## کاربرد جنگی
آرپی‌جی-۲۹ یکی از معدود سلاح‌های متکی به کلاهک جنگی است که موفق به غلبه بر تانک‌های مدرن شده‌است. این سلاح در مراحل آزمایشی علیه تانک‌های روسی تی-۸۰ و تی-۹۰ مجهز به زره واکنشی استفاده شده و موفق به انهدام هر دوی آن‌ها شده‌است. کاربرد جنگی آرپی‌جی-۲۹ به عراق و لبنان مربوط می‌شود. آرپی‌جی-۲۹ در جنگ عراق موفق شده از زره تانک انگلیسی چلنجر-۲ عبور کرده و باعث قطع پای یکی از سرنشینان تانک شود. ارتش بریتانیا این حادثه را نخستین شکست تانک چلنجر ۲ اعلام کرد هرچند بعد از آن مشخص شد که یک چلنجر ۲ دیگر نیز در عراق با یک بمب کنارجاده‌ای آسیب دیده بود که آن حادثه هم منجر به قطع پای یکی از خدمه تانک شده بود. در جنگ سال ۲۰۰۶ لبنان آرپی‌جی-۲۹ مورد استفاده رزمندگان حزب‌الله قرار گرفت ولی نتوانست به تانک‌های مرکاوا آسیب جدی برساند. البته در جنگ سال ۲۰۲۳ حماس این مورد نقض گردید،همجنین این سلاح پس از فروپاشی شوروی در تقریباً تمامی کشورهای بلوک شرق سابق مورد استفاده قرار گرفته و در برخی از آن‌ها تولید می‌شود   و در ایران هم با نام غدیر مورد استفاده قرار می‌گیرد.